# تپه سنجر ۴
تپه سنجر ۴ مربوط به پیش از تاریخ تا دوره عیلامیان است و در ۲۰ کیلومتری جاده شوش اندیمشک، نرسیده به سه راهی دهلران واقع شده و این اثر در تاریخ ۲۵ اسفند ۱۳۷۹ با شمارهٔ ثبت ۳۰۷۶ به‌عنوان یکی از آثار ملی ایران به ثبت رسیده است.